# Negrești (Vaslui)
Negreşti è una città della Romania di 10 232 abitanti, ubicata nel distretto di Vaslui, nella regione storica della Moldavia. 
Fanno parte dell'area amministrativa anche le località di Căzăneşti, Cioatele, Glodeni, Parpaniţa, Poiana e Valea Mare.